# Rotes Buch (Bern)

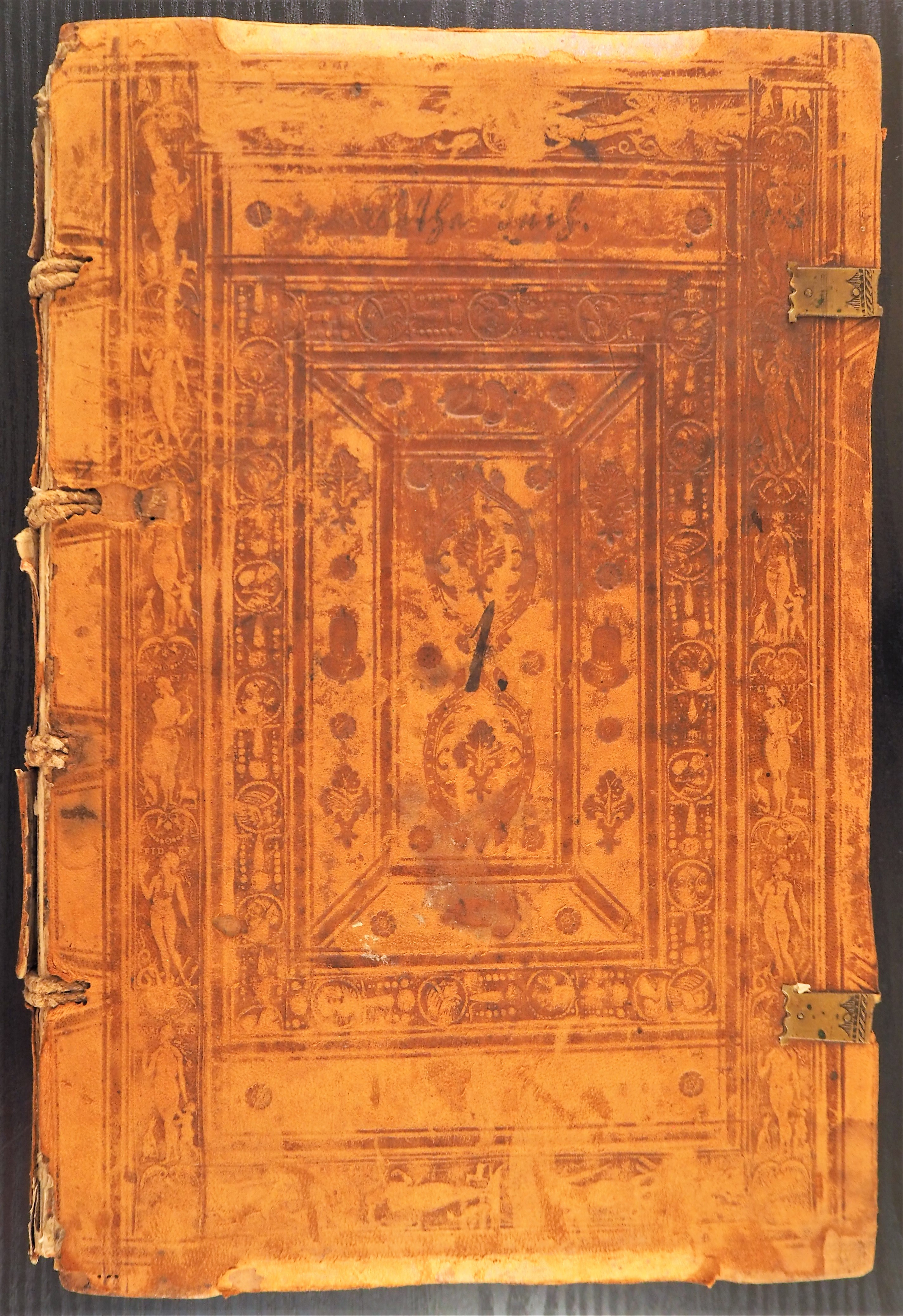
Buchdeckel des ältesten erhaltenen Roten Buches der Stadt Bern (1549)

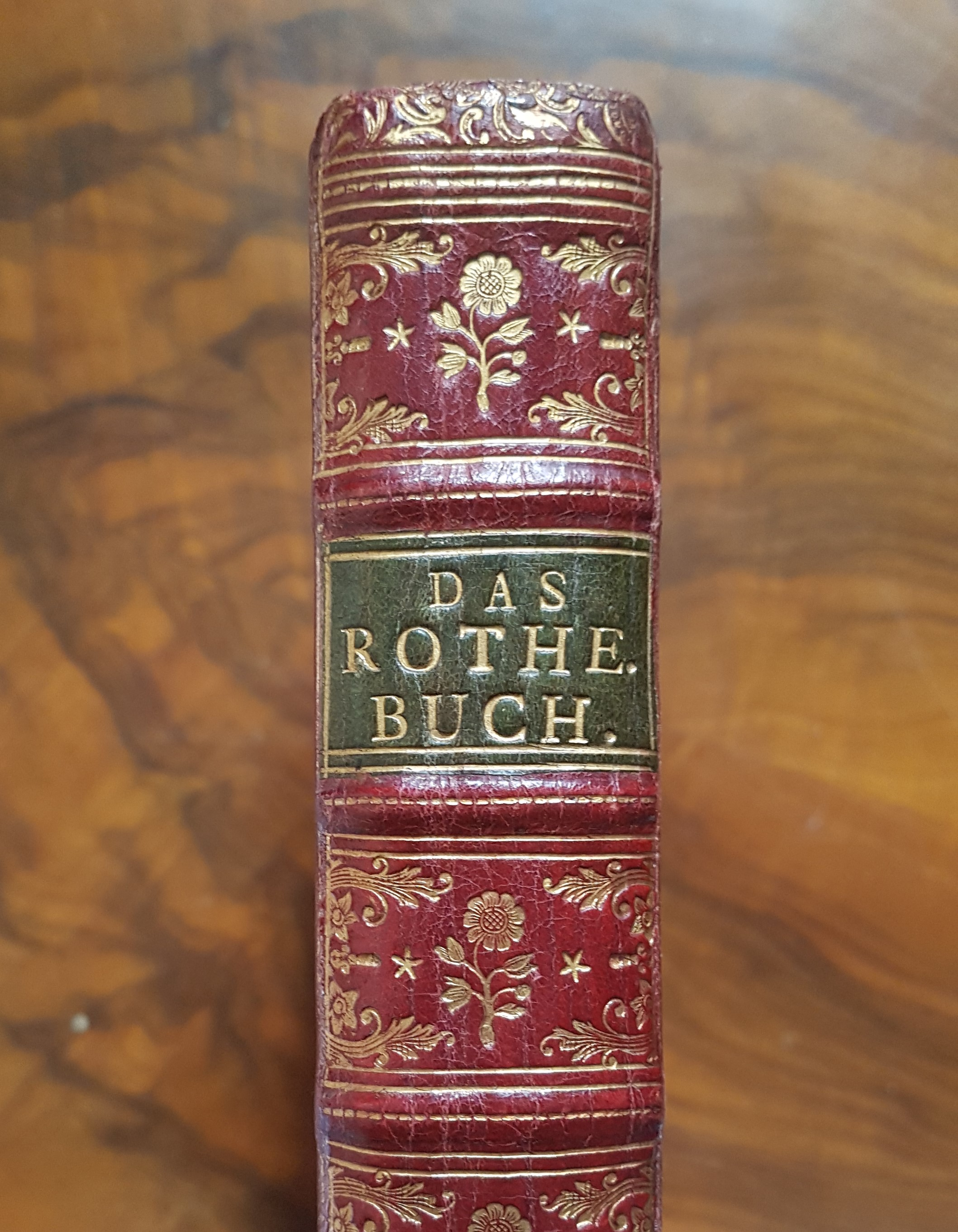
Exemplar für Vincenz Friedrich Steiger (um 1765)

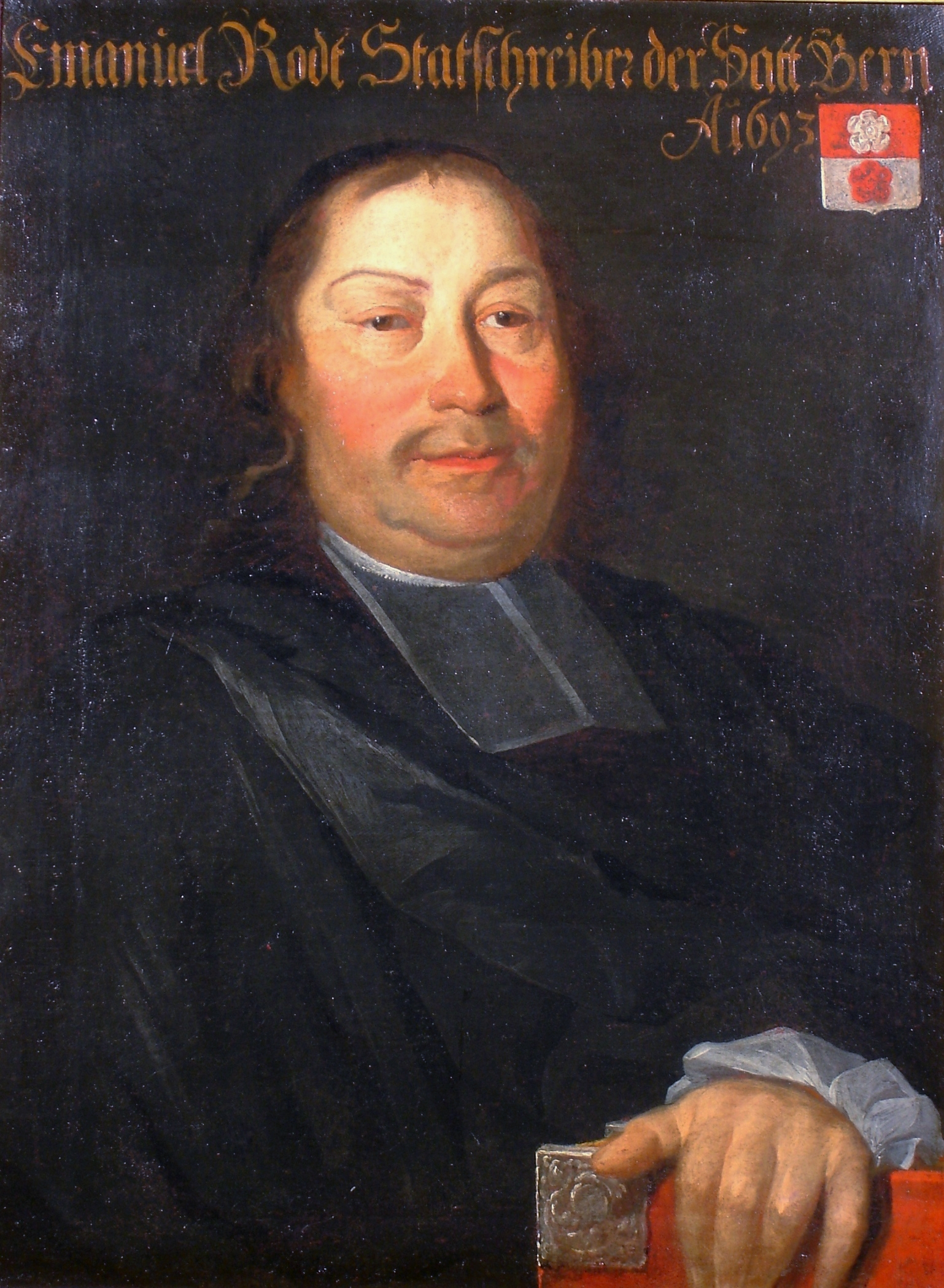
Stadtschreiber Emanuel Rodt mit dem Roten Buch (1704)

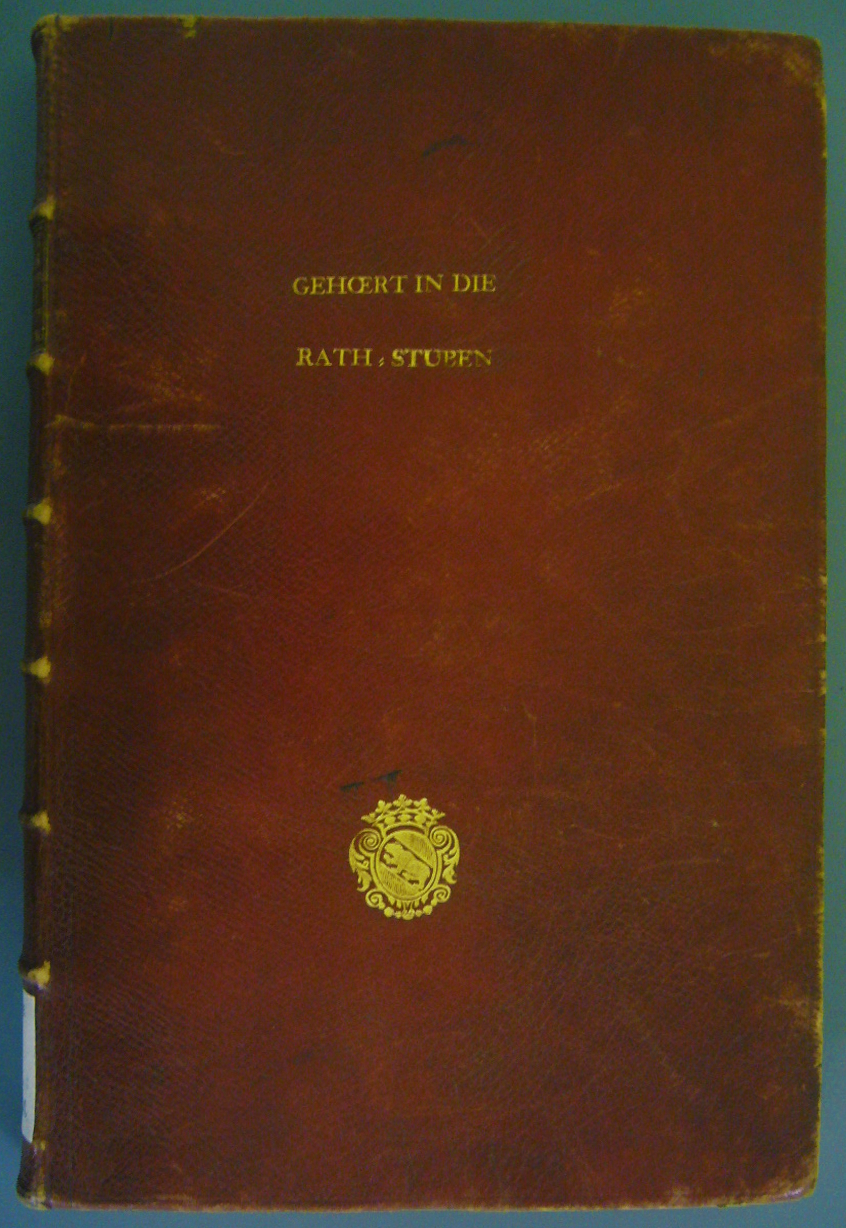
Einband des Materialregisters zum Roten Buch aus der Ratsstube (18. Jh.)

Das Rote Buch bezeichnet eine Sammlung der wichtigsten Satzungen (Fundamentalgesetze) zu Wahlen, Amtseiden und Bürgerrecht der Stadt und Republik Bern.
Wie in Basel und anderen Städten des Reichs wurden auch in Bern Satzungen in einem als Rotes Buch bezeichneten Band gesammelt. Das in Bern 1549 erstmals greifbare Rote Buch entstand aus der Einleitung zum ältesten Osterbuch (Wahlbuch) von 1485 und aus den Satzungenbüchern des ausgehenden Mittelalters. Dadurch entstand eine Sammlung von Grundgesetzen, die später als Fundamentalgesetze bezeichnet wurde und sich zur Verfassungsurkunde der regierenden Burgerschaft entwickelte. Das Rote Buch beinhaltete in der ersten Fassung Satzungen zu den jeweils zu Ostern stattfindenden Wahlen, den Amtseiden für Ratsmitglieder, Beamte und Bedienstete, Satzungen zu den Gesellschaften (Zünften), sowie zum Bürgerrecht, der Niederlassung und den Verboten des Reislaufs. In den späteren Fassungen wurden die Satzungen nach den von Gründonnerstag bis Ostermittwoch stattfinden Wahlen tageweise geordnet. Ab 1703 konnten die im Roten Buch enthaltenen Satzungen nur noch durch ein Zweidrittelsmehr im Grossen Rat verändert werden.
Da sich im Roten Buch enthaltenen Satzungen ausschliesslich auf die Burgerschaft der Stadt Bern beziehen, kann dieses nicht als eigentliche Verfassung der Stadt und Republik Bern angesehen werden. Die im Lauf der Zeit erworbenen Territorien hatten eigene Partikularrechte. Bern vereinheitlichte seine Gesetze nicht in allen Bereichen. Indem die regierende Burgerschaft (Mitglieder des Grossen Rats) jedoch in den Territorien als Amtleute (Landvögte, Gubernatoren, Kastlane) oder als private Herrschaftsinhaber regierten, hatte das Rote Buch dennoch rechtliche Auswirkungen auf das gesamte Staatsgebiet.
Bis 1798 gab es insgesamt zehn Fassungen. Das Rote Buch wurde nie gedruckt und war nur den Ratsmitgliedern zugänglich. Mitglieder der Räte durften sich eine Abschrift anfertigen lassen. Die Originalfassung wurde damit zum Symbol des geordneten Regiments der Stadtrepublik. Neben den amtlichen Fassungen existieren ungezählte private Abschriften, insbesondere aus dem 18. Jahrhundert. Der Kanzleiregistrator Christian Jakob von Wagner (1747–1809) fertigte Abschriften und Materialregister an. Sein Register war unter dem Begriff Wagners Register bekannt.

## Archive
- Erstes Rotes Buch (1549–1585), A I 52 im Katalog des Staatsarchivs Bern.[6]
- Zweites Rotes Buch (um 1574–1613), A I 53 im Katalog des Staatsarchivs Bern.[7]
- Drittes Rotes Buch (1613–1643), A I 54 im Katalog des Staatsarchivs Bern.[8]
- Viertes Rotes Buch (1643–1657), A I 55 im Katalog des Staatsarchivs Bern.[9]
- Fünftes Rotes Buch (1657–1676), A I 56 im Katalog des Staatsarchivs Bern.[10]
- Sechstes Rotes Buch (um 1676–1700), A I 57 im Katalog des Staatsarchivs Bern.[11]
- Siebentes Rotes Buch (um 1700), A I 58 im Katalog des Staatsarchivs Bern.[12]
- Achtes Rotes Buch (1710–1731), A I 59 im Katalog des Staatsarchivs Bern.[13]
- Neuntes Rotes Buch (1703), A I 61 im Katalog des Staatsarchivs Bern.[14]
- Letztes Rotes Buch (1735–1795), A I 62 im Katalog des Staatsarchivs Bern.